# Блэквелл, Дэвид
Дэвид Гарольд Блэквелл (англ. David Harold Blackwell; 24 апреля 1919 — 8 июля 2010) — американский статистик. Доктор, эмерит-профессор статистики в Калифорнийском университете в Беркли (после преподавания там в 1954-1989), и является одним из авторов теоремы Рао — Блэквелла — Колмогорова. Стал первым афроамериканцем, избранным в Национальную академию наук США (1965) и первым тёмнокожим штатным преподавателем в Калифорнийском университете в Беркли. Член Американского философского общества (1990).
Он написал один из первых учебников по байесовской статистике в 1969 году. Ко времени ухода на пенсию он опубликовал более 90 книг и статей по динамическому программированию, теории игр и математической статистике. Член Американской академии искусств и наук.
В марте 2024 года компания Nvidia представила семейство графических ускорителей на базе новой архитектуры Blackwell, названную в честь Дэвида Гарольда Блэквелла.